# Copidognathus quadriporosus
Copidognathus quadriporosus is een mijtensoort uit de familie van de Halacaridae. De wetenschappelijke naam van de soort is voor het eerst geldig gepubliceerd in 2006 door Chatterjee & Chang.